# Nagyszénás SE

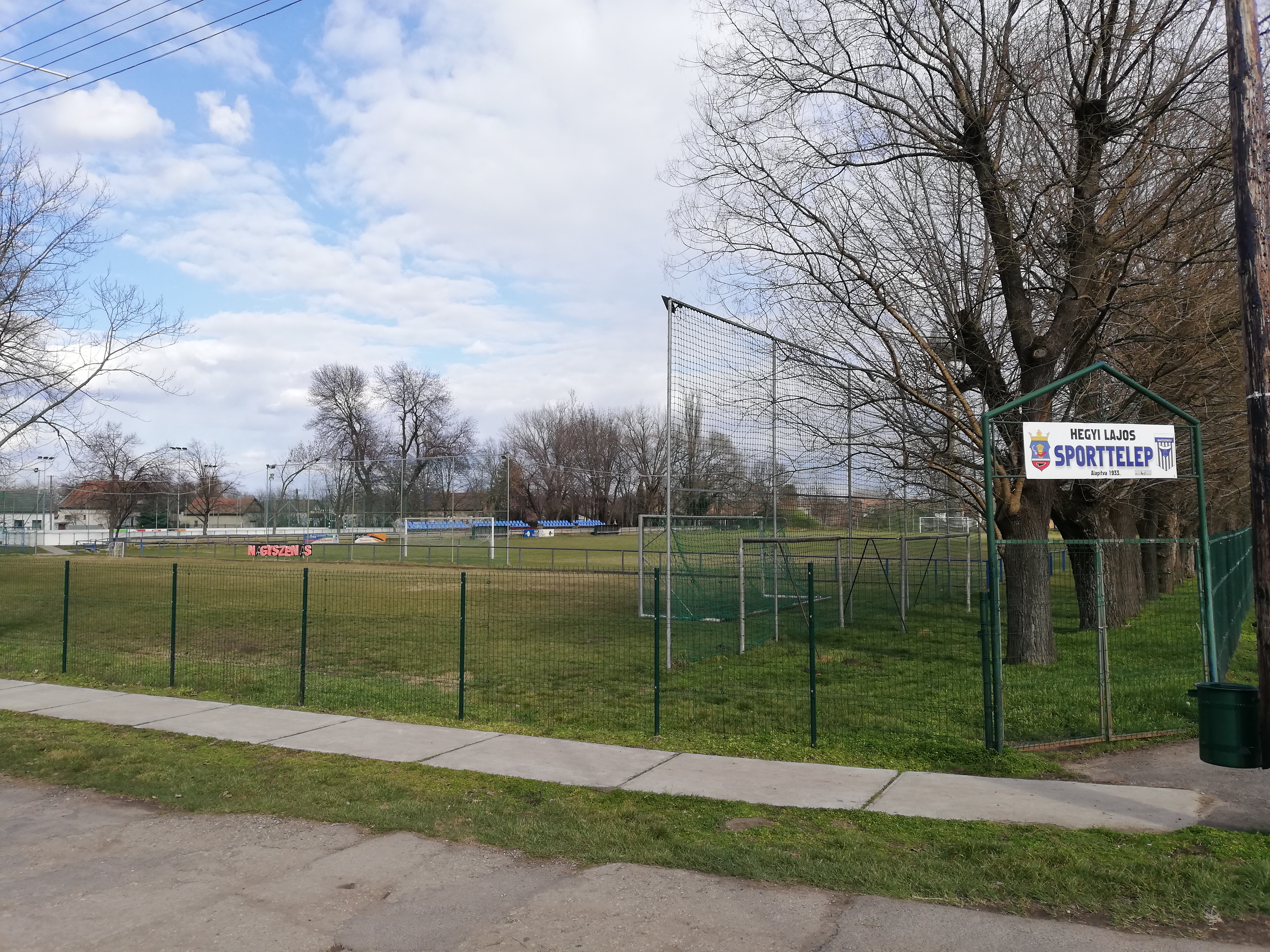
A Hegyi Lajos Sporttelep

A Nagyszénás SE Nagyszénás nagyközség sportcsapata, mely a Békés vármegyei I. osztályú bajnokságban szerepel. A csapat korábban az NB III-ban is szerepelt Az 1976–1977-es évadban, majd ezt követően négy szezonon keresztül tagja volt a nemzeti bajnokság harmadik osztályának 1989-től 1993-ig.

## Történet
Hegyi Lajos, nagyszénási jegyző alapította az egyesületet 1925-ben, akkor még Nagyszénási Testedző Kör néven. 1933-ban vonult nyugdíjba, s ekkor felvette nevét az akkor még a község északi határán fekvő sportpálya (Hegyi Lajos tér). Miután a pálya beköltözött mai helyére (Rákóczi Ferenc u. 1.), Hegyi Lajos neve feledésbe merült. A szocializmus idején a csapat a Nagyszénási TszSE nevet viselte, címerében a középső pajzs, illetve a NAGYSZÉNÁS felirat vörös színű volt. A rendszerváltás után a klub neve és címere elnyerte mai formáját. A 2016-os vezetőségi váltás óta a csapat felemelkedett, 2019 óta a Békés megyei, majd vármegyei I. osztályú bajnokságban játszik. 2019-ben épült fel a sportpálya mellett egy műfüves futballpálya, melynek átadóját követően nem sokkal ismét felvette a terület az alapító nevét.

## Szakosztályok

### Labdarúgás
1925-ös alapítása óta a klub eljutott az NB III-ig is (1976-1977, illetve 1989-1993 négy alkalommal), majd hanyatlásnak indult, azonban 2016-ban újra fellendült a sportélet a faluban. Jelenleg is a Békés vármegyei I. osztályú bajnokság táborát erősíti a csapat.

### Birkózás
2011-ben alakult meg a Diákbirkózó Klub, mely a helyi általános iskola birkozó diákjait foglalja magába. Számtalan országos és nemzetközi versenyeket nyertek már az edző, Deme János tanítványai.

### Aerobic
2002-ben alakult meg a Fantázia Aerobic Csoport, mely 2016 óta a Nagyszénás SE keretén belül működik. Minden évben eredményesen szerepelnek Zsadon Éva edző tanítványai az országos Dinamik Aerobic Kupán.

## Híres személyek
* a félkövérrel írt játékosok rendelkeznek felnőtt válogatottsággal.
- Cseh András (1964–), négyszeres magyar válogatott, a Kispest Honvéd örökös bajnoka.
- Jova Levente (1992–) korábban a Fradi, majd a Vasas SC kapusa.